# Gõ sầu riêng
Gõ sầu riêng là kỹ năng trong thu hoạch và là công việc làm thuê phổ biến ở vùng canh tác trồng sầu riêng. Kỹ năng này liên quan khả năng thăm dò quả trên cây xem đã có thể thu hoạch được hay chưa. Ngoài ra, các lái buôn thu mua và người bán hàng trực tiếp cũng nắm bắt kỹ năng này để có thể chọn lựa hàng khi mua và khi bán. Đây là kỹ năng vô cùng quan trọng trong ngành trồng trọt và mua bán sầu riêng. Người làm công việc này thường được gọi là thợ gõ, thợ cắt. Công việc này quan trọng trong ngành sầu riêng, đảm bảo chất lượng cho các lô hàng xuất khẩu, chẳng hạn từ Việt Nam sang Trung Quốc.

## Kỹ năng chính

### Kỹ năng thu hoạch

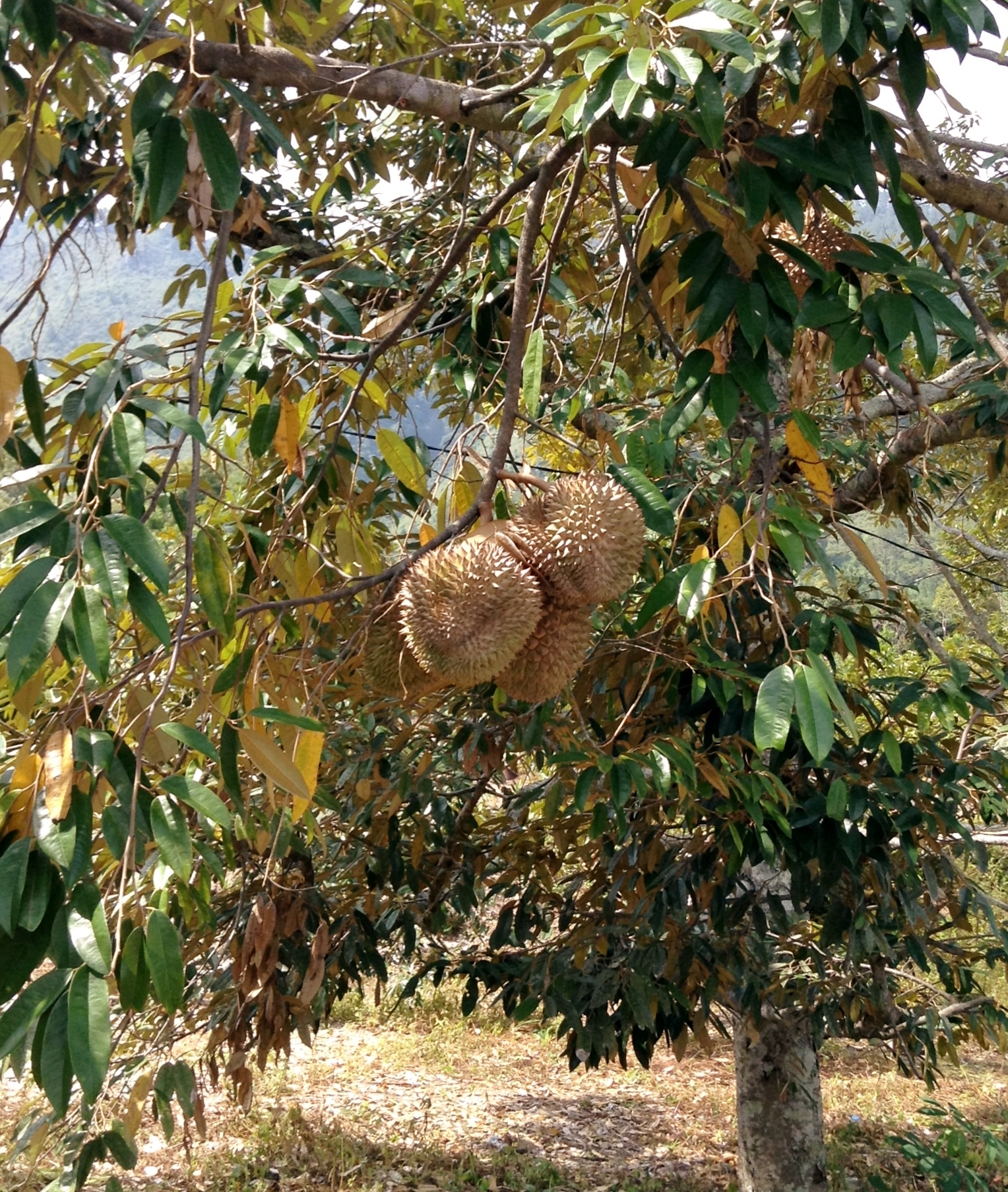
Những quả sầu riêng trên cây cần được "gõ" để xem xét có thể cắt thu hoạch được hay chưa.

Kỹ năng gõ sầu riêng kết hợp việc sử dụng thị giác, thính giác và khứu giác. Người gõ sầu riêng sẽ có nhiều hành động phối hợp như quan sát màu sắc bên ngoài của vỏ, gai và cuống, để nhận biết đó là quả còn non hay đã đạt độ già để có thể chín. Màu sắc thường là sậm và vỏ gai nhăng nhúm. Mũi được áp gần quả để ngửi, theo kinh nghiệm có thể biết được mùi của một quả già, và nếu nó có mùi thơm thì quả đó càng phải được cắt để thu hoạch ngay. Tuy nhiên, việc nghe mới là kỹ năng chính. Nghề gõ chỉ cần một dụng cụ là một con dao sắc bén, chúng dùng cắt cuống trái để thu hoạch quả. Thông thường là một con dao có cán dao dày, cứng và nặng tương đối. Người thu hoạch sẽ dùng cán dao gõ vào vỏ quả bên ngoài và lắng nghe âm thanh. Âm thanh của cán dao khi gõ vào quả già sẽ rất đặc trưng cho thấy đó là quả đã có thể thu hoạch. Tiếng kêu "bộp bộp" như rỗng bên trong là đã có thể cắt. Còn tiếng nghe nhỏ, nặng, tiếng "boong boong" nghĩa là quả chưa cắt được. Người thu hoạch sẽ xoay dao ngược lại và dùng lưỡi dao cắt ngang cuống trái. Người làm nghề gõ cũng thường xuyên phải leo trèo lên các cây sầu riêng vì đây là loại cây ăn quả thân gỗ cao. Do đó, việc thu hoạch là vô cùng nặng nhọc. Người thu hoạch sẽ phải leo từ cây này sang cây khác trong vườn và phải chuyền từ cành này sang cành khác để tiếp cận các chùm quả. Họ cần cắt chính xác các quả cần cắt, bỏ qua các quả chưa đủ độ già và quay lại trong một vài tuần sau đó để thu hoạch nốt phần còn lại. Công việc cắt cũng cần sự hỗ trợ của người khác, những người đứng bên dưới mặt đất dùng một tấm mành hay tụng để hứng những quả sầu riêng được người gõ và cắt ném xuống từ trên cao.
Gõ sầu riêng đòi hỏi kinh nghiệm tốt và thâm niên, vì sầu riêng là mặt hàng nông sản giá trị cao, nên việc thu hoạch khi trái đạt độ già của quả phải chính xác. Nếu không có kỹ năng tốt sẽ cắt nhầm quả, và sai sót quá nhiều sẽ dẫn đến thiệt hại cho người chủ vườn hoặc lái buôn. Độ già quả thường được tính toán là từ 75-80% đối với hàng xuất khẩu do các công đoạn thu mua, bảo quản, vận chuyển phải mất từ 10-15 ngày.

### Phân loại và đóng hàng
Bên cạnh việc cắt thu hoạch, cũng có đội nhóm chuyên xem xét kỹ hàng hóa để phân loại và đóng gói lô hàng. Họ cần gõ để xác định lỗi cháy cơm, không múi, vỏ dày. Công việc phân loại và đóng gói này tiến hành ở các cơ sở lớn của đại lý và thường làm việc vào ban đêm, đòi hỏi người gõ sầu riêng phải có sức khỏe tốt và chịu đựng được công việc nặng nhọc. Do đó, việc thu hoạch và các công việc khác liên quan gõ sầu riêng có áp lực rất lớn. Sầu riêng sẽ được các thợ gõ kiểm định và phân loại hàng, hàng loại A sẽ đóng công-ten-nơ xuất khẩu. Tiêu chuẩn trái tròn, đẹp, đều hộc, cắt ra cơm có màu vàng đều, cơm bột, vị ngọt. Hàng loại khác sẽ bóc múi và chế biến. Ngoài dụng cụ là con dao dùng để gõ, công việc này cần găng tay để cầm quả.
Các giống sầu riêng cũng rất đa dạng, do đó cần kinh nghiệm và sự am hiểu từng loại quả thuộc các giống khác nhau. Tuy nhiên, hiện nay, phần lớn giống sầu riêng được canh tác chỉ bao gồm hai giống là Mon Thong và Ri 6 nên cũng ít gây khó khăn cho người gõ sầu riêng.

## Kỹ năng mua bán

### Kỹ năng của thương lái
Đối với người lái buôn thu mua sầu riêng họ sẽ đến tận vườn sầu riêng để thu mua, rất ít trường hợp mà nhà vườn mang đến cho họ, ngoại trừ gần như hết các mùa vụ và nhà vườn có quá ít hàng họ sẽ mang đến tận nơi của thương lái. Có hai trường hợp đến nhà vườn thu mua, một là trái đã được chủ vườn thu hoạch và chất đống sẵn, hai là họ sẽ leo cây để thu hoạch hoặc thuê mướn người chuyên làm công việc này vào thu hoạch theo chỉ định của họ. Trước đây, các giống sầu riêng trồng chủ yếu là sầu riêng khổ qua, sầu riêng Lá quéo là các mặt hàng thu mua quả chín, sản lượng quả không nhiều nên thông thường chủ vườn sẽ thu gom và chất đống quả chín sẵn chỉ chờ thương lái đến cân. Hiện nay, các giống sầu riêng chủ yếu là sầu riêng Mon Thong, sầu riêng Ri 6 là mặt hàng chủ yếu thu mua quả non (sầu riêng non) nên việc cắt và thu gom sẽ do thương lái và người làm của họ thực hiện. Trước đây, các thương lái trung gian (giữa nhà vườn và thương lái lớn) đứng ra thu mua sầu riêng. Họ trực tiếp làm trong việc kiểm tra bằng cách gõ sầu riêng để xem hàng hóa có bất kỳ sai sót nào không. Sau đó, xếp quả theo từng lô riêng biệt dựa vào kích cỡ quả, cân chúng để tính tiền theo các lớp hàng có giá khác nhau, rồi vận chuyển đi. Dụng cụ và kỹ năng của họ cũng giống như những người leo cây để gõ và cắt. Họ có thể sử dụng thêm một găng tay để cầm quả sầu riêng trong khi tay còn lại cầm con dao xoay cán lại để gõ. Hiện nay, thương lái trung gian không trực tiếp làm công việc này mà họ thuê mướn người gõ sầu riêng làm. Những đội nhóm gõ sầu riêng nhận khoán các khu vườn từ thương lái lớn đã trực tiếp nhận tiền cọc, cắt và giao hàng do đó thực tế một bộ phận trong số họ đã trở thành tầng lớp thương lái trung gian.

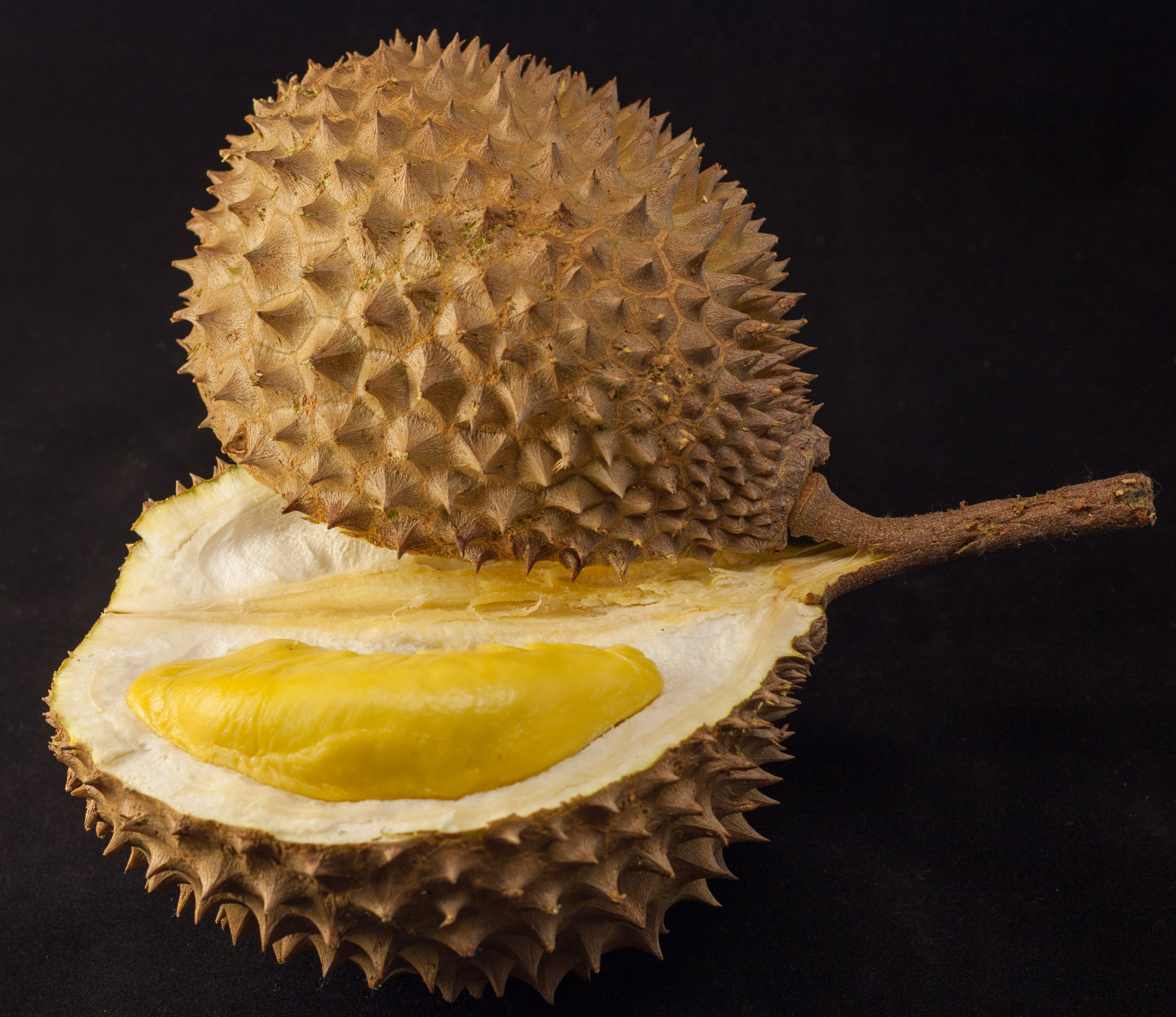
Gõ chính xác sẽ giúp chọn ra quả sầu riêng tươi ngon để mua

### Kỹ năng của người bán hàng
Đối với người bán hàng sầu riêng họ thường dùng kỹ năng gõ để chọn lựa trái chín thay cho khách hàng nếu khách hàng không biết chọn lựa. Việc chọn lựa chủ yếu để ưu tiên quả nào đã quá chín sẽ được bán trước, quả nào chưa đạt độ chín hay còn quá tươi sống sẽ được giữ lại. Để có thể biết được một quả chín thì dựa vào âm thanh, gõ vào quả nếu kêu "bộp bộp" là quả đã chín. Ngoài việc gõ sầu riêng thì có thể ngửi bên ngoài quả bằng mũi để thăm dò độ chín bằng mùi thơm. Sau đó, họ tách quả lấy phần cơm quả để vào hộp cho khách hàng để khách hàng mang đi.

## Nhận định
Gõ sầu riêng là một kỹ năng cao và nghề làm thuê quan trọng và phổ biến trong lĩnh vực trồng và mua bán sầu riêng. Chúng gần như đã hình thành một ngành dịch vụ tương hỗ cho lĩnh vực này. Tiền lương được trả cho một người làm công khá cao, có thể từ 1 đến 2 triệu VND, cao hơn bất kỳ công việc hỗ trợ khác. Nhiều vùng đã hình thành các đội nhóm chuyên nghiệp. Họ có thể đông hơn 10 người, bao gồm hai đội, những người chuyên gõ, cắt và những người chuyên chụp trái. Các thương lái thường chi trả theo ngày hoặc trả khoán cho một đội, nhóm.
Nghề gõ sầu riêng đòi hỏi kỹ năng cao không phải ai theo làm cũng thành công. Những người leo cây để gõ và cắt nhờ kỹ năng nên có thu nhập cao hơn người chụp quả. Việc leo trèo cũng là kỹ năng đi đôi cần thiết, rủi ro nguy hiểm lớn nếu nhánh cây mà người gõ leo yếu, mục. Gõ sầu riêng cũng gặp khó khăn khi quả trong một vườn trồng thiếu nước, rụng lá... khiến cho kinh nghiệm gõ trở nên thiếu chính xác. Và nếu hàng hóa thu hoạch có vấn đề người thương lái sẽ lỗ, những người gõ sầu riêng có thể gánh chịu toàn bộ trách nhiệm, thiệt hại. Để tránh bớt một phần rủi ro, người gõ sẽ cắt một quả và bổ ra xem phần cơm quả bên trong đã đạt chưa, cơm phải có màu vàng và vị ngọt thanh, sau đó mới quyết định cắt thu hoạch cả vườn.

## Máy móc thay thế
Vào năm 2024, một thiết bị có thể xác định độ chín của sầu riêng thông qua công nghệ cảm biến và âm thanh được ra mắt. Thiết bị do nhóm sinh viên Trường Đại học Tây Nguyên dẫn đầu là Đinh Trung Đức tạo ra. Thiết bị sẽ thu âm thanh gõ lên quả sầu riêng và hiển thị thông số xác định quả đã đạt độ chín hay chưa. Thiết bị có hai loại và đã được bán trên thị trường với giá 2,9 và 4,0 triệu VND. Thiết bị cũng đã đoạt Giải Nhất Cuộc thi học sinh, sinh viên với ý tưởng khởi nghiệp năm 2024 vào tháng 5 năm 2024 tại Thành phố Cần Thơ.

## Hội thi
Trong Hội thi Nông dân sản xuất sầu riêng giỏi trong chuỗi hoạt động của Lễ hội sầu riêng Krông Pắk lần thứ II năm 2024, 11 đội gõ sầu riêng đã tham gia thi gõ sầu riêng và phân loại xuất khẩu chúng. Giải Nhất thuộc về đội gõ sầu riêng đến từ thị trấn Phước An.